# Anglický kokršpaněl
Anglický kokršpaněl (anglicky English Cocker Spaniel) je jedno z nejstarších plemen loveckých psů – slídičů. Název se odvozuje od anglického slova woodcock (sluka). Je to oblíbený společenský a výborný lovecký pes, který je schopen slídit i aportovat.

## Historie

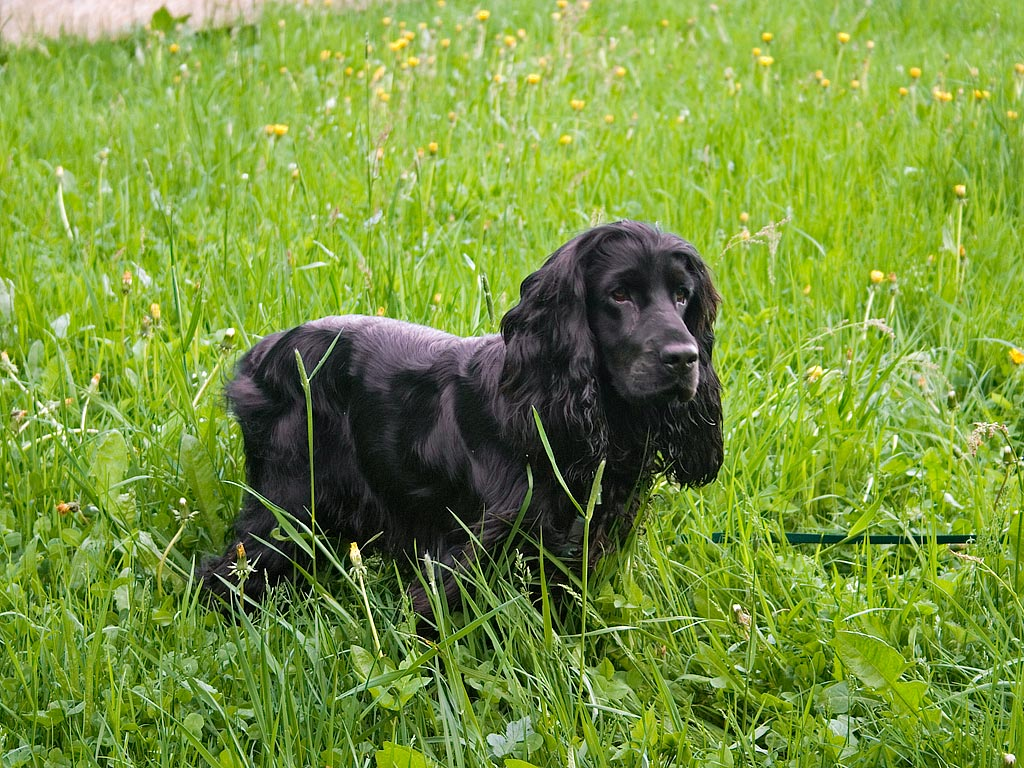
Anglický kokršpaněl v trávě

Byl vyšlechtěn okolo 18. století ve Velké Británii, šlechtění bylo úmyslné, ale i tak se nám dochovalo o předcích tohoto plemene jen pramálo zmínek. Vyšlechtěno bylo k lovu pernaté zvěře (ptáci, vodní zvířata) a k přinášení předmětů z vody. Původně se všichni slídící psi nazývali „španělé“. Později z nich byly zformovány dva druhy plemene. Španělé malého vzrůstu byli předurčeni k nahánění lovených ptáků, především sluk, z hustého porostu keřů, kde by to vysoký pes nezvládl. Začátkem 19. století existovaly dva druhy španělů:

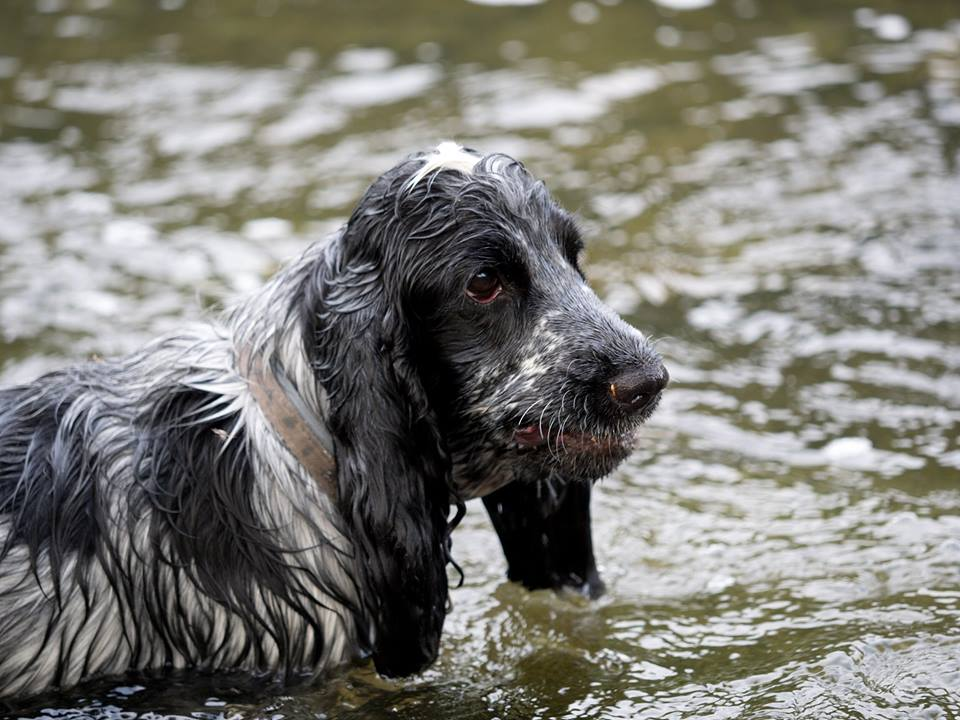
Billie Jean Inmensa belleza – majitel Lucie Wozniaková

1. větší (nad 25 liber) a rychlejší, tj. „springerspaniel“,
2. menší „cockerspaniell“.Elis Rosmery při aportování – majitel Vanesa Krbová

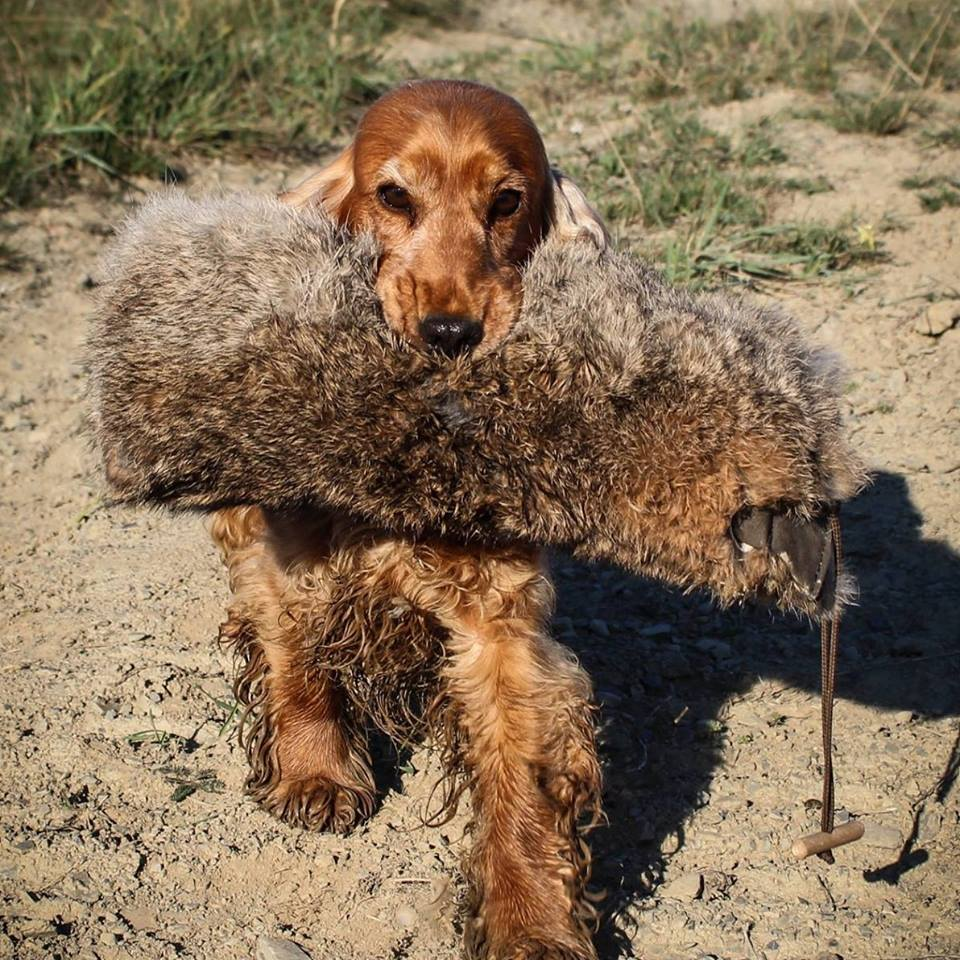
Elis Rosmery při aportování – majitel Vanesa Krbová

Jako samostatné plemeno bylo uznáno v roce 1883 a první standard vydán v roce 1902. První pes byl do Čech přivezen v roce 1913, a to fena Baronesa. Další psi následovali hned několik let po ní. Hlavní osobností začátku chovu anglického kokršpaněla byla paní Milena Štěrbová (Králová), která ve své chovatelské stanici Z Hlavačova chovala kokršpaněly pro lov. Na její počest Klub chovatelů loveckých slídičů jednou za dva roky pořádá vrcholovou pracovní soutěž Memoriál Mileny Štěrbové. Tato vzácná dáma je také autorkou dosud jediné původní publikace o plemeni, knihy Cocker-spaniel, jeho chov, výcvik a upotřebení k myslivosti z roku 1931.

## Vzhled
Je to robustní pes, ale velmi lehký a lehce se pohybující. Má celé tělo dobře osvalené. Celé tělo pokrývá delší a mírně kadeřavá srst může být jednobarevná v barvách černé, červené, zlaté nebo játrové. Vyskytují se i vícebarevné varianty, a to buď jako černobílý/zlatobílý či hnědobílý nebo ve zbarvení bělouš, kdy je bílá a barevná srst smíchána. Obě varianty mohou mít také pálení.
Hlava je vyvážená, s malou mozkovnou a delším čumákem. Jemně řezaná. Temeno a nos mají stejnou délku, čumák je hranatý. Oči nesmí být světle zbarvené, mají mít tmavohnědý odstín a kulatý tvar. Bělmo je u nich vidět. Stop je výrazný, ale ne přehnaně. Uši jsou nasazeny nízko, jsou dlouhé a porostlé dlouhou, hedvábnou srstí. Spadají volně až pod líce.
Krk je středně dlouhý, široký a osvalený. Také rovný. Hřbet je široký, žebra by neměla být vidět, ale měla by jít dobře nahmatat. Krk na něm sedí pevně a přechod není viditelný. Ocas je v jedné rovině s linií hřbetu, je středně dlouhý a u kořene je stejně silný jako špička. Srst na něm může vytvářet prapor.
Anglický kokršpaněl dorůstá do výšky 41 cm v kohoutku, čímž se řadí mezi středně velká plemena. Hmotnost standard neuvádí, ale pohybuje se okolo 15 kg.

### Podobná plemena
Blízkým příbuzným anglického kokršpaněla je kokršpaněl americký. Toto plemeno je novější a anglický kokršpaněl je jeho přímým předkem. Tito psi se liší klenutím hlavy a také délkou trupu: americký kokršpaněl má výrazněji klenutou hlavu a kratší hřbet. Výrazně se liší též úprava srsti, jelikož zatímco u americkýh kokrů se hledí především na vzhled a jejich srst bývá dlouhá až po hlezna, zatímco angličtí kokři se upravují více prakticky a jejich srst se střihá na kratší délku.
I v ČR se již můžeme setkat s druhou variantou anglického kokršpaněla, pracovní linií původem z Velké Británie, zvanou working cocker. Tito psi, britským Kennel Clubem zapisovaní jako kokršpanělé, se od našich, kterým Britové říkají show cocker, liší drobnější postavou, kratší srstí a výraznějším temperamentem. V zemi původu se k lovu používají právě tito kokři, u nás je potkáme spíše na parkurech agility.

## Povaha
Je to velmi aktivní, hravý a veselý pes, oblíbený po celém světě právě pro svoji povahu a schopnost rychle se učit. Je bystrý, rychlý a vždy rychle pochopí, co po něm chcete. Stejně jako pudly, i toto plemeno využívají lidé na cvičení do cirkusu. Je také milý a přátelský. Je možné chovat jej s více psy, kvůli jeho nekonfliktní povaze. Bez svého pána může být trochu nervózní, ale v jeho přítomnosti hned ožije.
Jde o lovecké plemeno, někteří jedinci tedy mohou mít silnější lovecký pud a zajímat se o stopy zvěře.
S dětmi vychází toto plemeno skvěle — hraje si s nimi, mazlí se, učí se zábavné povely... Je schopný je i respektovat a být k nim loajální. Má je velmi rád a je nekonfliktní, pokud se ale má seznámit s kojencem, bude si chtít hrát a tak je dobré postupovat po krůčcích.
Ostatní zvířata pro anglického kokršpaněla nepředstavují problém, dobře s nimi vychází. Velmi přátelský je i k ostatní psům a nechová se k nim dominantně, což je velkým plus v seznamování.

## Pracovní využití
I když je jeho využití při lovu omezené, protože většina chovatelů se věnuje spíše exteriéru, stále jde o lovecké plemeno, využívané v České republice hlavně při honech na drobnou zvěř a při naháňkách. Pro jejich lásku k vodě jsou také platnými pomocníky při kachních honech, využití najdou také při dosledech spárkaté zvěře.

## Chov v ČR

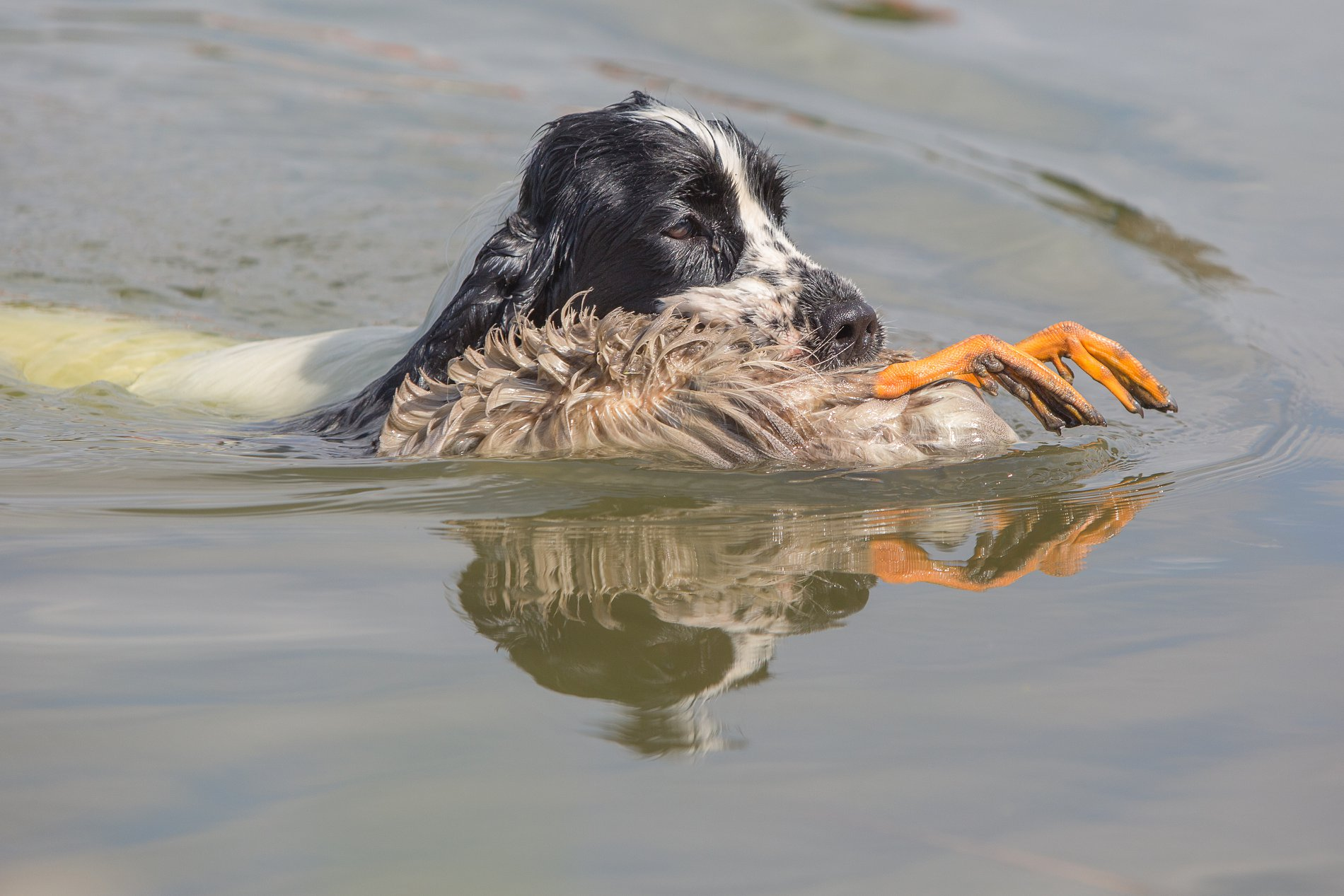
kokři jsou skvělí vodaři – na snímku Edmond Elliot Blatov Junior „U“

Chov zaštiťují dva kluby – Klub chovatelů loveckých slídičů a Cocker Club ČR.